# Martín Morales Diz
Martín Emilio Morais Diz (San Antero, Córdoba, 22 de agosto de 1968) é um político e advogado colombiano. Atualmente, é acusado de homicídio, nexos com grupos criminosos e alianças com paramilitares. Em 2010 foi eleito Senador da República com 41.122 votos. Nas Eleições legislativas da Colômbia de 2014 foi eleito Senador da Colômbia com 69.818 votos. Também já foi prefeito do município de San Antero, Córdoba, onde nasceu.

## Detenção
O senador Martín Morais Diz foi detido pelos agentes do Corpo Técnico de Investigação por ordem emitida pela Corte Suprema de Justiça de Colômbia em 2016 pela acusação de ter relações escusas com paramilitares do denominado Bloco Córdoba das Autodefensas Unidas de Colômbia. 